# Финкбайнер, Феликс
Феликс Финкбайнер (нем. Felix Maximilian Finkbeiner; род. 8 октября 1997) — немецкий (баварский) мальчик, автор кампании посадки миллиона деревьев.

## Биография
Родился в маленькой деревне в Баварии. Живёт в коммуне Пель.
Учительница, знакомившая его класс с тревожным ухудшением климата на земле, привела в пример кенийской учёной и активистки Вангари Маатаи, которой удалось в рамках кампании ООН «Миллиард деревьев» и проекта «Зелёный пояс» за 30 лет (с 1977 года) организовать посадку более 30 миллионов деревьев в 12 африканских странах. Под впечатлением от этого рассказа свой школьный реферат по теме «Изменение климата» Феликс завершил призывом к сверстникам: «Давайте посадим в каждой стране миллион деревьев». Стартом соответствующего школьного экологического движения стала высадка 28 марта 2007 года первого дерева (декоративной яблони) перед школой в коммуне Пель.
Феликсу было 9 лет, когда он предложил одноклассникам посадить миллион деревьев. Ныне сторонники его идеи, в числе которых не только сверстники, но и топ-модели, и кинозвезды, посадили уже миллиарды деревьев, цель — триллион.
Феликс основал некоммерческую организацию Plant-for-the-Planet, которая занимается высаживанием деревьев и борьбой с изменением климата на нашей планете. В его активе также выступление в Организации Объединенных Наций и издание (в соавторстве) книги «Дерево за дерево».
Выступая на конференции ЮНЕП в Дурбане в декабре 2011 года, он сказал:

Мы — дети — теперь официально ведем счет посаженным деревьям в рамках кампании «Миллиард деревьев» и будем работать вместе с правительствами, компаниями и общественностью, чтобы эта кампания ширилась и впредь. Мы беремся за эту задачу с горячей приверженностью и сделаем всё, чтобы наследие Вангари Маатаи продолжало приносить плоды.

В ноябре 2012 года Феликс присутствовал на открытии представительства своей организации в Татарстане, Россия. В Казани он посадил дерево.
Если в 2007 году Финкбайнер призывал посадить миллион деревьев, то в 2019 поставил новую цель движения — триллион.

## Награды
- Лауреат приза «Sea of Excellence-Avard» за лучшие проекты и идеи «с видом на будущее»[6].